# Angold
Angold est le nom d'un cultivar de pommier domestique, concaténation de Antonovka et Golden Delicious.
Nom botanique: Malus domestica Borkh angold

## Origine
Research Breeding Institute of Pomology, Holovousy, Ltd.  Horice, République tchèque.

## Parenté
Obtenue par le croisenent: Antonovka × Golden Delicious

## Maladies
Le cultivar Angold possède le gène Va de résistance à la tavelure du pommier.